# Theodor Brockmann (Politiker)
Theodor Brockmann (* 7. Januar 1826 in Obernkirchen im Landkreis Schaumburg; † 26. März 1905 in Glesien (heute Stadt Schkeuditz)) war ein deutscher Kaufmann und Mitglied des Provinziallandtages der Provinz Hessen-Nassau.

## Leben
Theodor Brockmann war ein Sohn des Arztes Karl Georg Brockmann und dessen Ehefrau Juliane Theodore Hülsemann.
Nach seiner Schul- und Berufsausbildung trat er 1851 in das Textil- und Kolonialwarengeschäft seines Bruders ein. 1863 wurde er in seinem Heimatort stellvertretender Bürgermeister und hatte von 1887 bis 1894 ein Mandat für den Kurhessischen Kommunallandtag des preußischen Regierungsbezirks Kassels bzw. für den Provinziallandtag der Provinz Hessen-Nassau, wo er von 1890 bis 1894 Mitglied des Legitimationsprüfungsausschusses war.
1890 zog er sich aus dem gemeinsamen Geschäft mit seinem Bruder zurück und wurde Stiftssekretär im Stift Obernkirchen.